# 야시로 아키
야시로 아키(일본어: 八代 亜紀, 1950년 8월 29일 ~ 2023년 12월 30일)는 일본의 엔카 가수이자 화가이다. 구마모토현 야쓰시로시에서 태어났으며, 예명인 ‘야시로 아키’의 ‘야시로’는 야쓰시로시에서 따온 것이다. 본명은 하시모토 아키요(橋本明代)

## 생애
중학교를 졸업한 뒤 고향인 구마모토의 버스 회사 규슈산업교통의 버스 안내원으로 근무하다가, 15세에 부친의 반대에도 동경으로 상경해 긴자의 클럽에서 가수로 활동하였다.
1971년에 데이치쿠 엔터테인먼트에서 〈사랑은 죽어도〉(愛は死んでも)로 데뷔했다. 1973년에 〈눈물의 사랑〉(なみだ恋)이 120만 장을 판매되면서 크게 히트하였고, NHK 홍백가합전에 첫 출장한다. 이후 〈몰래한 사랑〉(しのび恋), 〈사랑의 일편단심〉(愛ひとすじ), 〈여자의 꿈〉(おんなの夢), 〈등불〉(ともしび), 〈다시 한번 만나고 싶어〉(もう一度逢いたい), 〈여자의 항구 거리〉(おんな港町) 등 여심을 노래하는 노래로 히트곡을 연발했다. 
1979년에는 새로운 경지를 개척하여 처음의 남자의 노래인 〈여자의 항구 거리〉(舟唄)가 대히트를 기록하고, 다음 해인 1980년에 발매된 〈비의 모정〉(雨の慕情)으로 일본 레코드 대상을 수상하며 여성 엔카가수로 부동의 지위를 쌓았다.
엔카 가수로는 드물게 전성기 곡 모두가 전부 히트하였으며, 여성 엔카 가수 중에서는 싱글과 앨범 판매량이 최고이다. 오리콘 싱글 차트에서 TOP10 작품 수가 통산 7 작품으로 미즈모리 카오리에 이어 역대 2위이다.
엔카 가수로만 아니라 화가로도 왕성한 활동을 하였다. 프랑스의 루 살롱 전에 5년 연속 입선하고, 일본 연예인 최초로 정회원이 되기도 했다. 1981년부터 여자 교도소 위문 공연을 계속하였으며, 2000년 일본의 전국 모든 여자 교도소를 방문하였다.

## 싱글 목록
| No. | 타이틀           | 발매일     | 최고위 | 참고 |
| --- | ---------------- | ---------- | ------ | --- |
| 1   | 愛は死んでも     | 1971.9.25  | 권외   | 작사：이케다 미츠오/작곡：노자키 신이치/편곡： 데이치쿠 레코드에서 데뷔                                                    |
| 2   | 別れてあなたを   | 1972.1.25  | 권외   | 작사：유키 케이코/작곡：스즈키 쥰/편곡：                                                                                   |
| 3   | 恋街ブルース     | 1972.10.25 | 88위   | 작사：유키 케이코/작곡：스즈키 쥰/편곡：고타니 미츠루 YTV(요미우리 테레비)의 전일본 가요 선수권에 출연하여 처음으로 챔피언 |
| 4   | なみだ恋         | 1973.2.5   | 12위   | 작사：유키 케이코/작곡：스즈키 쥰/편곡：고타니 미츠루 120만장을 초월하는 처음으로 빅 히트를 기록. 후에 토이에이서 영화화   |
| 5   | おんなの涙       | 1973.6.1   | 17위   | 작사：유키 케이코/작곡：스즈키 쥰/편곡：이토 유키히코                                                                      |
| 6   | 女ごころ         | 1973.10.1  | 19위   | 작사：센케 가즈야/작곡：스즈키 쥰/편곡：                                                                                   |
| 7   | しのび恋         | 1974.1.25  | 13위   | 작사：유키 케이코/작곡：스즈키 쥰/편곡：이토 유키히코 'なみだ恋'에 이어, 도에이에서 영화화되었다.                          |
| 8   | 愛ひとすじ       | 1974.5.25  | 10위   | 작사：가와우치 고한/작곡：기타하라 쥰/편곡：다카다 히로시 제 7회 일본유선대상 그랑프리                                     |
| 9   | 愛の執念         | 1974.9.25  | 9위    | 작사：가와우치 고한/작곡：기타하라 쥰/편곡：이토 유키히코                                                                  |
| 10  | おんなの夢       | 1975.1.25  | 3위    | 작사：유키 케이코/작곡：스즈키 쥰/편곡：사에키 마코토                                                                      |
| 11  | ともしび         | 1975.5.25  | 10위   | 작사：유키 케이코/작곡：스즈키 쥰/편곡：류자키 고지 실화를 바탕으로 씌여진 곡                                              |
| 12  | 貴方につくします | 1975.9.25  | 10위   | 작사：유키 케이코/작곡：스즈키 쥰/편곡：스즈키 쥰 B면의 'わかれ雨'：TBS 테레비의 드라마 '愛の断崖'의 주제가                |
| 13  | 愛していません   | 1975.10.25 | 48위   | 작사：제임스 미키/작곡：노자키 신이치/편곡：                                                                               |
| 14  | 花水仙           | 1976.1.25  | 14위   | 작사：이케다 미츠오/작곡：하마 케이스케/편곡：이코 유키히코                                                                |
| 15  | ふたりづれ       | 1976.5.25  | 15위   | 작사：이케다 미츠오/작곡：이토 유키히코/편곡：이토 유키히코                                                                |
| 16  | 夢魔のブルース   | 1976.7.25  | 69위   | 작사：가와우치 고한/작곡：기타하라 쥰/편곡：고타니 미츠루 잡지 '주간여성'에 연재되던 '悪魔性魔'에서                        |
| 17  | もう一度逢いたい | 1976.9.25  | 9위    | 작사：야마구치 요코/작곡：노자키 신이치/편곡：류자키 고지 제 18회 일본 레코드 대상 최우수가창상 수상                       |
| 18  | あい逢い横丁     | 1976.11.25 | 87위   | 작사：제임스 미키/작곡：이즈미 다쿠/편곡： 테레비 아사히의 드라마 '玉ねぎ横丁の花嫁さん'의 주제가                          |
| 19  | おんな港町       | 1977.2.5   | 13위   | 작사：니조 토시오/작곡：이토 유키히코/편곡：이토 유키히코 제 28회 홍백가합전에서 처음으로 토리                             |
| 20  | 恋歌             | 1977.5.25  | 16위   | 작사：이케다 미츠오/작곡：이토 유키히코/편곡：이토 유키히코 도에이 영화'トラック野郎・度胸一番星' 삽입곡                   |
| 21  | 愛されてみたい   | 1977.8.5   | 50위   | 작사：고노 아케미/작곡：엔도 미노루/편곡：사이토 츠네오 잡지 '平凡' 모집곡                                                 |
| 22  | 愛の終着駅       | 1977.9.25  | 13위   | 작사：이케다 미츠오/작곡：노자키 신이치/편곡：다케무라 지로 제 19회 일본 레코드 대상 최우수가창상 수상                     |
| 23  | おんな橋         | 1977.11.25 | 권외   | 작사：바이린 키쿠오/작곡：키쿠치 시윤스케/편곡：키쿠치 시윤스케                                                            |